# Делла Дейн
Делла Дейн (англ. Della Dane, род. 6 июня 1984, Портленд) — американская порноактриса и эротическая модель, лауреатка премии NightMoves Award.

## Биография
Делла Дейн (это псевдоним актрисы) родилась 6 июня 1984 года в Портленде (Орегон), но большую часть жизни прожила в соседнем городе Бивертон, втором по величине городе в штате, расположенном в округе Вашингтон. Выросла в консервативной христианской общине и получила домашнее образование.
В 2013 году окончила университет, получив степень бакалавра английского языка и степень магистра в области семейной терапии и терапии для пар. Некоторое время работала секс-терапевтом в Лос-Анджелесе. Параллельно также подрабатывала в ресторанах, магазинах и т. п.
Находясь в Калифорнии, начала искать другую работу и стала эротической моделью и стриптизёршей в клубе в районе Ван-Найс в долине Сан-Фернандо, где познакомилась с несколькими работниками порноиндустрии, которые и предложили ей поучаствовать в кастингах.
Дебютировала в качестве порноактрисы в ноябре 2017 года, в возрасте 33 лет. Как и многих других актрис, которые начали карьеру после 30 лет, из-за телосложения, возраста и качеств её стали называть MILF-актрисой. Первая сцена, в которой снялась — с Натаном Бронсоном (Nathan Bronson) для интернет-портала Begnner’s Luck под названием Don’t Fuck Up My Hair.
Работала в таких студиях, как Evil Angel, Archangel, Mile High, Pornstar Platinum, Burning Angel, Aziani, Alpha Females, Manyvids, Blazed Studios, Clips4sale, Girlfriends Films, Lexington Steele Media Group и других.
В 2018 году была номинирована на NightMoves Award в категории «новая старлетка» и победила в категории «мисс Конгениальность».
На август 2019 года снялась в 50 фильмах.

## Награды и номинации
| Год  | Церемония        | Результат | Номинация                               | Работа |
| ---- | ---------------- | --------- | --------------------------------------- | ------ |
| 2018 | NightMoves Award | Номинация | Лучшая новая старлетка                  | н/д    |
| 2018 | NightMoves Award | Победа    | Мисс Конгениальность                    | н/д    |
| 2019 | AVN Awards       | Номинация | Премия фанатов: самая эпическая задница | н/д    |
| 2019 | Urban X Award    | Номинация | Orgasmic Oralist                        | н/д    |
| 2019 | Urban X Award    | Номинация | Восходящая звезда: женщина              | н/д    |

## Избранная фильмография
- Anal Deviant[9],
- Brad Knight’s Blow 'N' Go Milfs[10],
- Big Black Cock FTW[11],
- I Have What It Takes[12],
- Interracial Playground[13],
- Mama’s Cock Greedy 7[14],
- My Ass 4[15].